# Karl Jindrak
Karl Jindrak (ur. 10 grudnia 1972 w Wiedniu) – austriacki tenisista stołowy, mistrz Europy.
Największym jego osiągnięciem jest złoty medal mistrzostw Europy zdobyty w Danii w 2005 roku w grze podwójnej (razem z Wernerem Schlagerem). Ponadto na tych samych zawodach zdobył srebro w turnieju drużynowym. Na wcześniejszych mistrzostwach trzykrotnie zdobywał brąz w grze podwójnej. Trzykrotnie startował w igrzyskach olimpijskich (w 2000 roku w Sydney osiągnął ćwierćfinał w grze podwójnej). Wprawdzie nie zdobył medalu w mistrzostwach świata, ale trzykrotnie (1997, 1999, 2003) grał w ćwierćfinale gry podwójnej, w 2001 roku w Osace w turnieju drużynowym zajął z kolegami 5. miejsce, a trzy lata później w Katarze szóste.